# Jérôme Bisson
Pour les articles homonymes, voir Jérôme Bisson (général).
Pas d'image ? Cliquez ici

a Compétitions nationales et continentales officielles uniquement.

b Matchs officiels uniquement.
Jérôme Bisson, né le 29 juillet 1972 à Villeneuve-sur-Lot, est un joueur de rugby à XIII dans les années 1990 évoluant au poste de pilier ou de deuxième ligne.

## Palmarès
- Collectif :
  - Vainqueur du Championnat de France : 1996 (Villeneuve-sur-Lot).
  - Finaliste du Championnat de France : 1997 et 1998 (Villeneuve-sur-Lot).

### Détails en sélection
| 1. | 5 juin 1996  | Pays de Galles | 14-34 | Coupe d'Europe | Remplaçant | - | - | - | - |
| 1. | 12 juin 1996 | Angleterre     | 6-73  | Coupe d'Europe | Remplaçant | - | - | - | - |